# 12か月の未来図
『12か月の未来図』（じゅうにかげつのみらいず、Les Grands Esprits）は2017年のフランスのコメディドラマ映画。
オリヴィエ・アヤシュ＝ヴィダル監督の長編劇映画デビュー作で、出演はドゥニ・ポダリデスとアブドゥライ・ディヤロなど。
元フォトジャーナリストのアヤシュ＝ヴィダル監督が、2年間にわたってパリ郊外の中学校を密着取材した成果をもとに脚本を執筆した作品で、教育崩壊の危機にあるパリ郊外の中学校に1年間限定で派遣されたベテラン国語教師が、問題を抱えた移民の生徒たちへの実践教育に粘り強く取り組む姿を軽妙なタッチで描いている。
また、生徒役はアヤシュ＝ヴィダル監督が取材した子どもたちである。フランス語の原題『Les Grands Esprits』（レグランゼスプリ）は「偉大な精神」（The Great Spirits）を意味する。英題は『The Teacher』である。 
日本ではアルバトロス・フィルムが配給した。2019年4月6日より岩波ホールなどにて上映された後 、10月2日にDVDが発売された。

## ストーリー
名門アンリ4世高校のベテラン国語教師フランソワ・フーコーは、ふとしたことから1年間の期間限定で、パリ郊外の教育優先地域スタンにあるバルバラ中学校に派遣されることになる。教育崩壊の危機にある学校は、貧しいアフリカ系移民の生徒も多く、フランソワは名前を覚えるのにも苦労するが、勉強しても意味がないと諦め切っている生徒たちに学ぶことの喜びを知ってもらおうと奮闘する。そして『レ・ミゼラブル』に興味を持たせることに成功したのをきっかけに、生徒たちは授業態度が良くなっただけでなく、他の教科でもクラス全体の成績が上がる。生徒の心を掴めずに悩んでいた同僚の若い社会科教師クロエはフランソワに尊敬以上の感情を抱くようになる。
生徒たちが頑張った褒美として、フランソワは生徒たちをヴェルサイユ宮殿への遠足に連れて行く。ところが、かねてより問題児として他の教師たちから目をつけられていたセドゥが宮殿内でトラブルを起こしたため、指導評議会で猶予なしの退学を宣告されてしまう。以前からセドゥに対して特に目をかけていたフランソワは、学校側の手続き上の不備を見つけ、何とか退学を取り消してもらう。しかし、セドゥは登校せず、心配して会いに来たフランソワをセドゥの仲間は追い払う。フランソワは諦めかけていたが、セドゥは「新入生」として学校に戻ってくる。
着任から1年が経ち、フランソワはアンリ4世高校に戻ることになる。フランソワとクロエは互いに想いを寄せつつも、クロエは同僚でパートナーのガスパールと予定通りカナダに向かう。一方、セドゥは想いを寄せていたクラスメートのマヤが別の男子生徒と恋仲になっているのを目撃する。共に失意のフランソワとセドゥは穏やかに別れの言葉を交わす。

## キャスト
- フランソワ・フーコー: ドゥニ・ポダリデス（フランス語版） - ベテラン国語教師。ブルジョア家庭の出身。
- セドゥ: アブドゥライ・ディヤロ - フランソワが担任を務めるクラスの生徒。問題児。
- クロエ: ポリーヌ・ユリュゲン - フランソワの同僚の社会科（歴史と地理）教師。
- ガスパール: アレクシ・モンコルジェ（フランス語版） - フランソワの同僚の数学教師でクロエのパートナー。
- マヤ: タボノ・タンディア - セドゥが想いを寄せるクラスメート。
- 校長: エマニュエル・バルイエ
- カロリーヌ: レア・ドリュッケール（フランス語版） - フランソワの妹。彫金作家。
- アガット: ジネブ・トリキ（フランス語版） - 国民教育省で教育困難校の問題に取り組む専門家。
- レミ: フランソワ・プティ＝ペラン - フランソワの同僚の歴史・地理教師。
- カミーユ: マリー・レモン（フランス語版） - フランソワの同僚の音楽教師。
- セバスチャン（セブ）: シャルル・タンプロン（フランス語版） - フランソワの同僚の体育教師。
- 生活指導専門員: ジャンヌ・ロザ（フランス語版）
- ピエール・フーコー: ロラン・クラレ（フランス語版） - フランソワの父。国民的作家。
- フランソワの母: ニコール・ゲデン（フランス語版）

## 作品の評価
フランスの16のメディアによる評価は平均して5点満点中2.9点である。Rotten Tomatoesによれば、5件の評論の全てが高評価で、平均点は10点満点中6点となっている。日本では文部科学省より特別選定作品、厚生労働省より児童福祉文化財に選ばれている。